# Jan Rusnok
Jan Rusnok (ur. 28 sierpnia 1927 w Nydku, zm. 11 kwietnia 2003 w Czeskim Cieszynie) – redaktor, historyk, publicysta i społecznik na czeskim Śląsku Cieszyńskim.

## Życiorys
Jako absolwent Szkoły Nauk Politycznych i Gospodarczych w Pradze pracował w administracji państwowej. Od lat pięćdziesiątych był aktywnym członkiem Zarządu Głównego PZKO. W roku 1965 wraz ze Stanisławem Zahradnikiem założył sekcję historyczną przy Zarządzie Głównym PZKO, teraźniejszą Sekcję Historii Regionu. W okresie od 1964 do 1970 roku był redaktorem naczelnym miesięcznika Zwrot. Ponieważ w roku 1968 popierał reformy państwa został odwołany z funkcji redaktora Zwrotu. Jako jedyny z usuniętych wtedy działaczy PZKO został robotnikiem dźwigowym w koksowni huty trzynieckiej, gdzie pracował do emerytury w roku 1987. Po przemianach ustrojowych w roku 1990 zostaje ponownie redaktorem naczelnym Zwrotu. Angażuje się w nowo powstałej Radzie Polaków (dziś Kongres Polaków). Ponieważ wielu czołowych działaczy PZKO nie mogło się z tym faktem pogodzić Jan Rusnok ostatecznie w roku 1992 skończył swą pracę w Zwrocie. Po tych wydarzeniach Jan Rusnok odsunął się na ubocze. Ostatnie pięć lat walczył z poważną chorobą. Zmarł 11 kwietnia 2003 roku w Czeskim Cieszynie.

## Działalność medialna i publiczna
Rusnok swymi pracami wzbogacił zakres wiedzy historycznej o Śląsku Cieszyńskim. Był autorem dużej ilości artykułów, publikacji i materiałów zamieszczonych w licznych publikatorach w Czechach i Polsce. Między innymi w Zaraniu Śląskim (ZŚ), Poglądach (P), Głosie Ludu, Zwrocie (Z), Kalendarzu Beskidzkim (KB), Kalendarzu Śląskim (KŚ) i Kalendarzu Cieszyńskim (KC). Wszystkie swoje teksty podpisywał swoim imieniem i nazwiskiem — wyjątkiem były prace publikowane (pomimo zakazu) w Czechosłowacji w latach 1970-1989, podpisywane imieniem córki Anny, żony Elżbiety albo Stanisława Zahradnika.

### Wybrane publikacje
- Pod Czantorią – gawędy o ziemi rodzinnej – Wyd. 1. – Katowice : Śląsk, 1984. – 188 s.ISBN 83-216-0439-0. – zbiór reportaży o miejscowościach zaolziańskich zamieszkałych przez Polaków
- Czeski Cieszyn – główny ośrodek społeczno-kulturalny Polaków w Czechosłowacji, Ćesky Teśin, Profil, Ostrawa 1973 (201-224 s.)
- Załoga hutytrzynieckiej (1839-1913), Polska klasa robotnicza tom VIII, wyd. PWN, Warszawa 1978 (72-104 s.)
- Zaolziańskie śpiewactwo, Śpiewak Śląski, Katowice 1(274)/1990 (14-16 s.)
- Polska a Czechy, Słowo, kwartalnik nr 18, Berlin 1992 (34-39 s.)
- Ruch oporu w powiecie cieszyńskim, Z G PZK O, SHR Czeski Cieszyn 1993 (21-40 s.)
- Żwirkowisko (50-lecie tragedii Cierlickiej),  KB 1982 (67-72 s.)
- Równość (pierwsze pismo socjalistyczne na Śląsku), KB 1987 (93-96 s.);

- Encyklopedia Polonii zaolziańskiej, KŚ T R Z Z 1970 (111-115 s.)
- Życie kulturalne ludności polskiej w Czechosłowacji, KŚ T R Z Z 1971 (137-140 s.)
- Autor słynnego pamiętnika (Jan Kubisz), KB 1989 (87-92 s.)
- Gustawa Morcinka powrót do Karwiny, Tygodnik Kulturalny, 17 XII 1978, rok XXII, 1123 nr 51
- O właściwą postawę narodową, KŚ 1967 (40-43 s.)
- Poseł z Mistrzowic (Jerzy Cienciała), KŚ 1984 (141-147 s.)
- Zaolziańscy dysydenci, K C 1994 (95-99 s.)
- Apeluję o tolerancję, Z 2/1991 (1)
- Kongres Polaków, Z 3/1991 (1 s.)
- Wilhelm Szewczyk, Z 1/1991 (16-17 s.)
- Życiorysu zazdrościli mu nawet przyjaciele (H.Jasiczek), KC 1986 (151-158 s.)
- Ziemia rodzinna Gustawa Morcinka, P 24/1973 (4-6 s.)
- Okupacja hitlerowska na Zaolziu, P 21/1980 (6-8 s.)
- O naszym nauczycielstwie, Z 3/1969 (2-4 s.)